# Brachytarsina cucullata
Brachytarsina cucullata är en tvåvingeart som först beskrevs av Jobling 1934.  Brachytarsina cucullata ingår i släktet Brachytarsina och familjen lusflugor. Inga underarter finns listade i Catalogue of Life.